# Herz-Jesu-Sozialist
Herz-Jesu-Sozialist oder auch Herz-Jesu-Marxist ist ein ironischer, manchmal abwertender Begriff für einen Anhänger der katholischen Soziallehre und/oder Vertreter des Arbeitnehmerflügels der CDU/CSU (Christlich-Demokratische Arbeitnehmerschaft, CDU-Sozialausschüsse bzw. Arbeitnehmer-Union).
Die katholische Soziallehre betont aus christlichem Verständnis heraus die Bedeutung von Gemeinwohl, Gerechtigkeit und Solidarität, was traditionell eher Positionen der politischen Linken sind. Dabei bedient sie sich keiner im engeren Sinne sozialistischer, marxistischer Thesen, auch wenn christliche Sozialethiker Sozialdemokraten und gemäßigten Marxisten weniger Antipathie entgegenbringen als andere Vertreter der politischen Rechten.
Der Begriff wird von Vertretern anderer politischer Strömungen nicht selten abwertend gebraucht. Sozialdemokraten und linke Gewerkschafter verwenden den Begriff gelegentlich in diesem Sinne, um die mit ihnen konkurrierenden christdemokratischen Arbeitnehmervertreter als sentimental-religiös abzuqualifizieren. Vertreter des konservativen und des wirtschaftsliberalen Flügels von Union und FDP benutzen den Terminus, um zum Ausdruck zu bringen, die so Bezeichneten verträten eine im Ergebnis sozialdemokratische bis sozialistische Politik.
Der Begriff bezieht sich auf die Herz-Jesu-Verehrung, eine Ausdrucksform katholischer Spiritualität, die eigentlich nichts mit politischen und sozialen Fragen zu tun hat.
Als klassisches Beispiel eines sogenannten Herz-Jesu-Sozialisten gilt bis heute der langjährige Bundesminister für Arbeit und Soziales Norbert Blüm. Auch der ehemalige CDU-Generalsekretär Heiner Geißler sowie in neuerer Zeit der ehemalige bayerische Ministerpräsident Horst Seehofer und der ehemalige nordrhein-westfälische Ministerpräsident Jürgen Rüttgers werden häufig als Herz-Jesu-Sozialisten bezeichnet.